# پتینا میلر
پتینا میلر (انگلیسی: Patina Miller؛ زادهٔ ۶ نوامبر ۱۹۸۴) بازیگر و خواننده اهل ایالات متحده آمریکا است.
او در سال ۲۰۱۳ میلادی برندهٔ جایزه تونی شده است.

## گزیدهٔ آثار

### سینما
- بازی‌های گرسنگی: زاغ مقلد – بخش ۲ (۲۰۱۵)
- بازی‌های گرسنگی: زاغ مقلد – بخش ۱ (۲۰۱۴)

### تلویزیون
- خانم وزیر (۲۰۱۴ تا کنون)
- آخرشب با جیمی فلن (۲۰۱۲)